# Reyrevignes
Reyrevignes – miejscowość i gmina we Francji, w regionie Oksytania, w departamencie Lot.
Według danych na rok 1990 gminę zamieszkiwało 265 osób, a gęstość zaludnienia wynosiła 21 osób/km² (wśród 3020 gmin regionu Midi-Pyrénées Reyrevignes plasuje się na 799. miejscu pod względem liczby ludności, natomiast pod względem powierzchni na miejscu 910.).